# Колодна (Полтавская область)
Колодна (укр. Колодна) — село, Оржицкая поселковая община, Лубенский район, Полтавская область, Украина.
Код КОАТУУ — 5323683604. Население по переписи 2001 года составляло 41 человек.

## Географическое положение
Село Колодна находится на правом берегу реки Сула, на её старице Колодна, выше по течению на расстоянии в 2,5 км расположено село Мацкова Лучка, ниже по течению на расстоянии в 1,5 км расположено село Лукомье, на противоположном берегу — село Шкили. Река в этом месте извилистая, образует лиманы, старицы и заболоченные озёра.